# Музична академія (Гданськ)
Музична академія ім. Станіслава Монюшка в Гданську — вищий навчальний заклад музичного профілю. Заснована 1947 року як Вища державна школа музики в Сопоті. В 1966 році була перенесена до Гданська, в 1982 році отримала сучасну назву на честь композитора Станіслава Монюшка.
Заклад має чотири відділи:
- Композиції, диригування і теорії музики
- Інструментальний
- Вокально-акторський
- Хоровий